# Rosie the Riveter

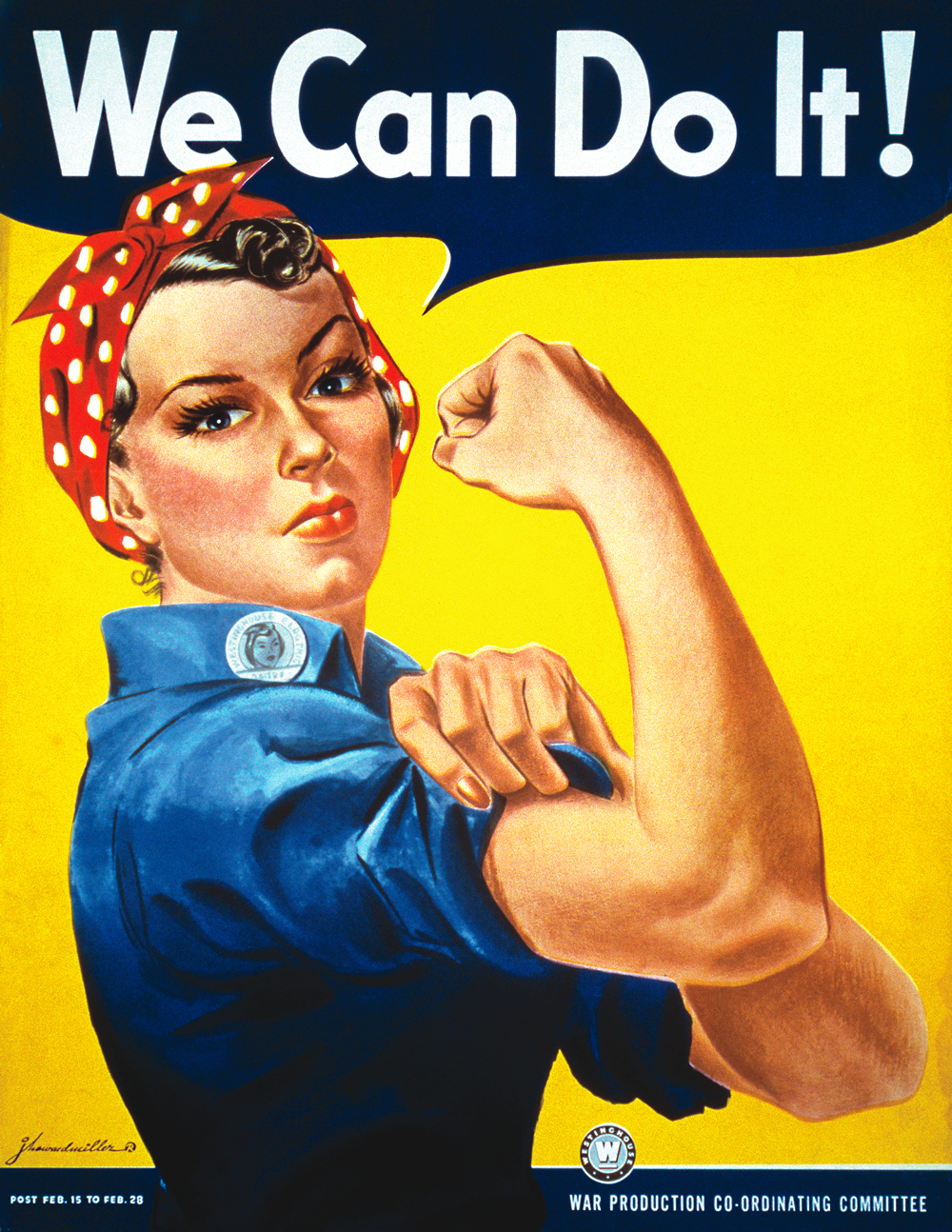

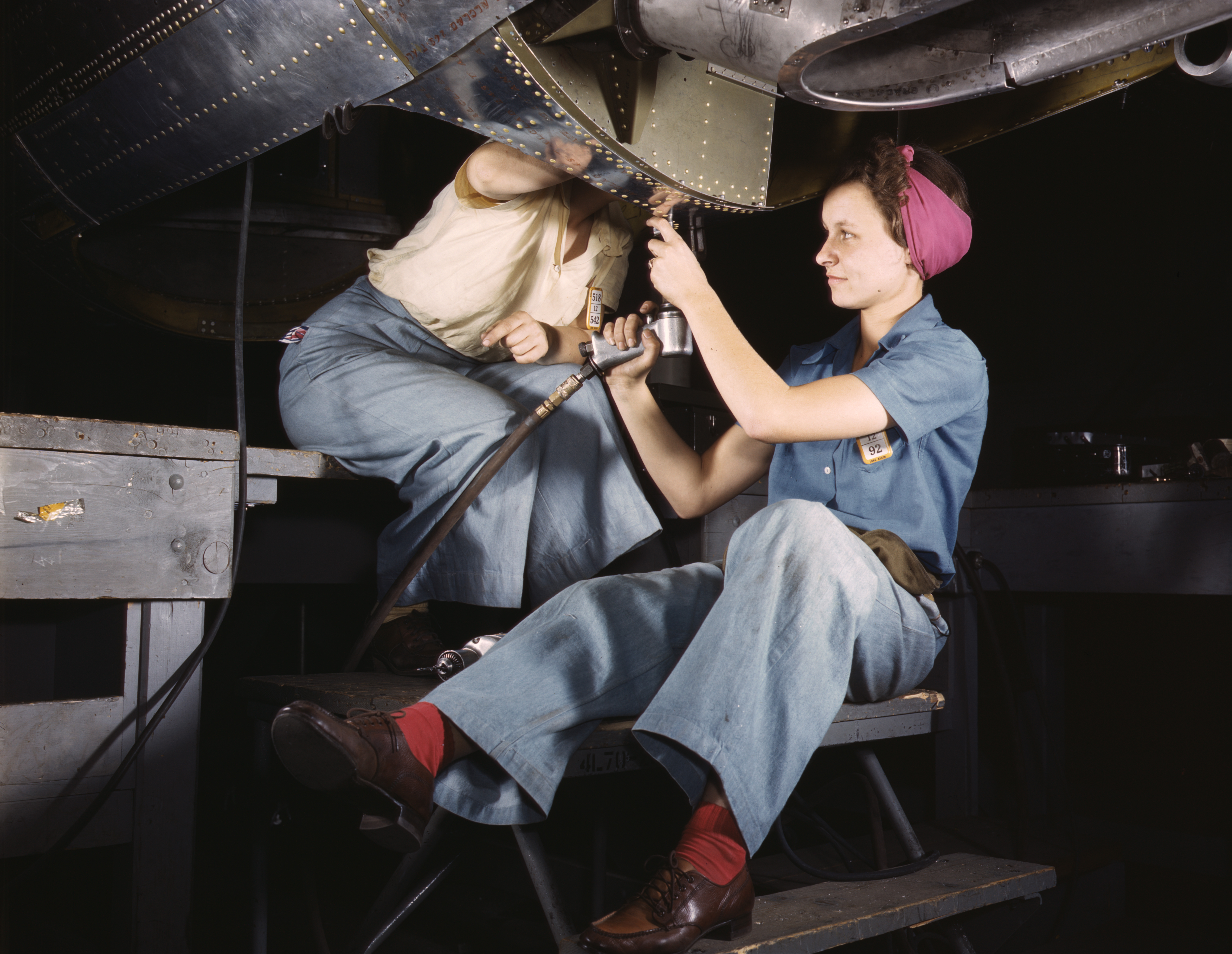
Amerikai nő a II. világháborúban; propagandafotó

Rosie the Riveter (Szegecselő Rózsa) egy 1942-es amerikai sláger volt.
J. Howard Miller egy háborús kampányhoz posztersorozatot készített, amelyek egyike a We Can Do It lett, kifejezve, hogy mennyire szükséges a nők gyári munkája, míg a férfiak háborúznak.
1942-ben Geraldine Doyle, egy tizenhét éves lány egy hetet dolgozott egy michigani gyárban, és ezalatt – a tudta nélkül – készült róla egy fénykép. Ez volt J.Howard Miller poszterének modellje.
Szegecselő Róza aztán sok más rajzon, lapokban, plakátokon más-más művészektől más-más formában és arccal megjelent, így például Norman Rockwell címlapképével is a Saturday Evening Poston.